# ナビ派

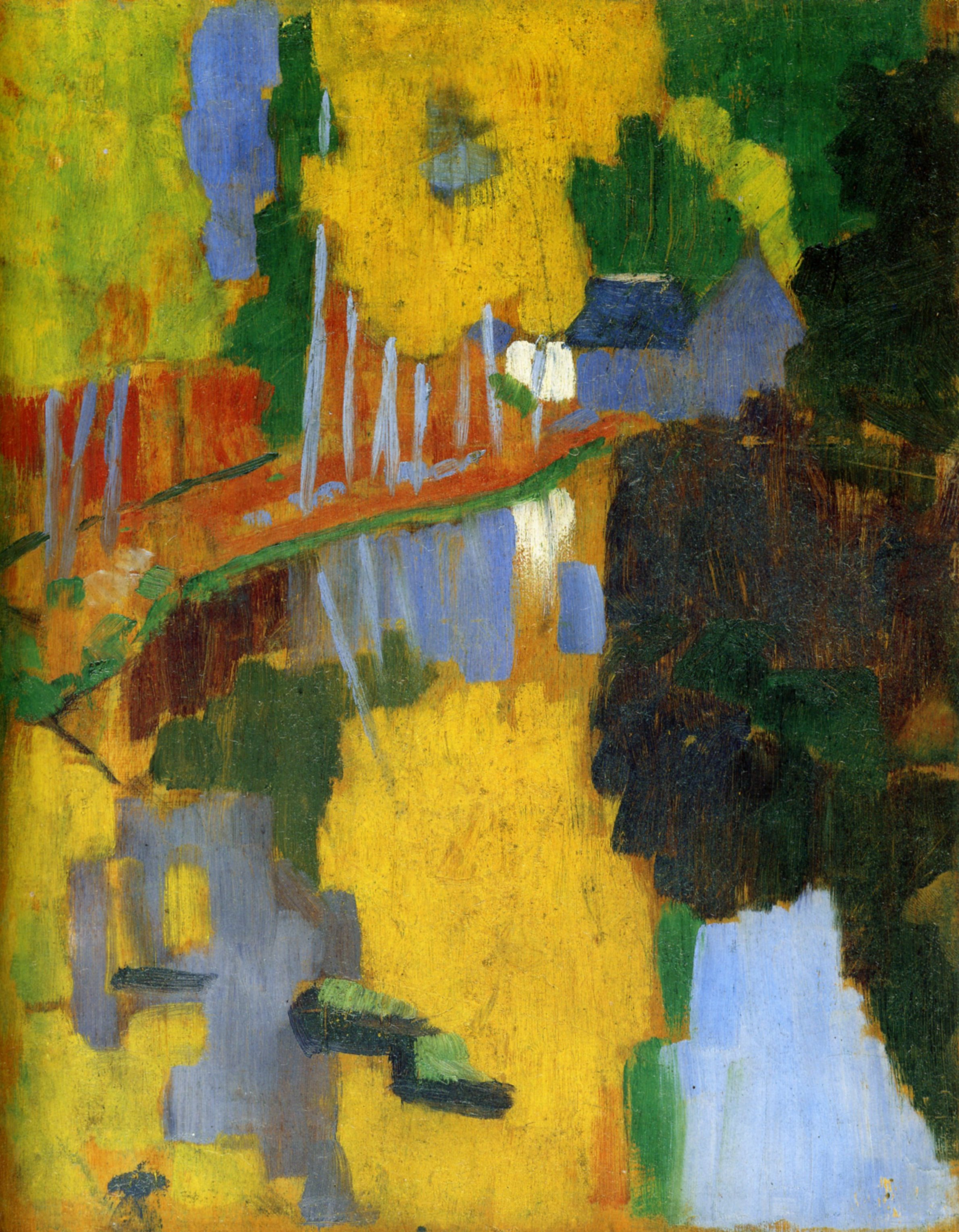
ポール・セリュジエ「タリスマン」

ナビ派（ナビは、Les Nabis）は、19世紀末のパリで活動した、前衛的な芸術家の集団。「ナビ」はヘブライ語で預言者を意味する。

## 沿革
ナビ派の誕生のきっかけとなったのは、1888年、パリのアカデミー・ジュリアンの学生監を務めていた画家ポール・セリュジエが、ブルターニュを訪れた時、ポール・ゴーギャンから指導を受けたことである。ゴーギャンは、若いセリュジエと森の写生に赴いた際、「あの樹はいったい何色に見えるかね。多少赤みがかって見える？ よろしい、それなら画面には真赤な色を置きたまえ……。それからその影は？ どちらかと言えば青みがかっているね。それでは君のパレットの中の最も美しい青を画面に置きたまえ……。」と助言したという。アカデミーで正確な外界表現を教えられていたセリュジエにとっては、ゴーギャンの説く大胆な色彩の使用は衝撃であった。セリュジエはその日の夜行電車でパリに戻り、アカデミー・ジュリアンの仲間であるピエール・ボナール、エドゥアール・ヴュイヤール、モーリス・ドニ、ポール・ランソンにゴーギャンの教えを伝え、共鳴した彼らによってナビ派のグループが形成された。その後、アカデミー・ジュリアンの外からも、ゴーギャンの友人アリスティド・マイヨール、オランダ出身のヤン・ヴェルカーデ、スイス出身のフェリックス・ヴァロットンといった若者がグループに加わった。
彼らは、土曜日ごとにランソンの家に集まって芸術を論じたり互いの作品の批評をしたりした。自分たちだけで通用する独特の用語を使ったり、制服やしきたりを考案したりして結束を高めながら、絵画だけでなく、彫刻、工芸、舞台芸術などの広い分野で活躍した。文芸雑誌『ラ・ルヴュ・ブランシュ』のためにポスター、挿絵を制作したり、画商アンブロワーズ・ヴォラールの勧めで豪華本のための挿絵を描いたりした。

## 特徴
ナビ派の芸術観は、自然の光を画面上にとらえようとした印象派に反対し、画面それ自体の秩序を追求するものであった。グループの中でも理論家として知られるモーリス・ドニは、次のように述べている。
また、ナビ派を代表する画家ボナールは、次のように述べている。

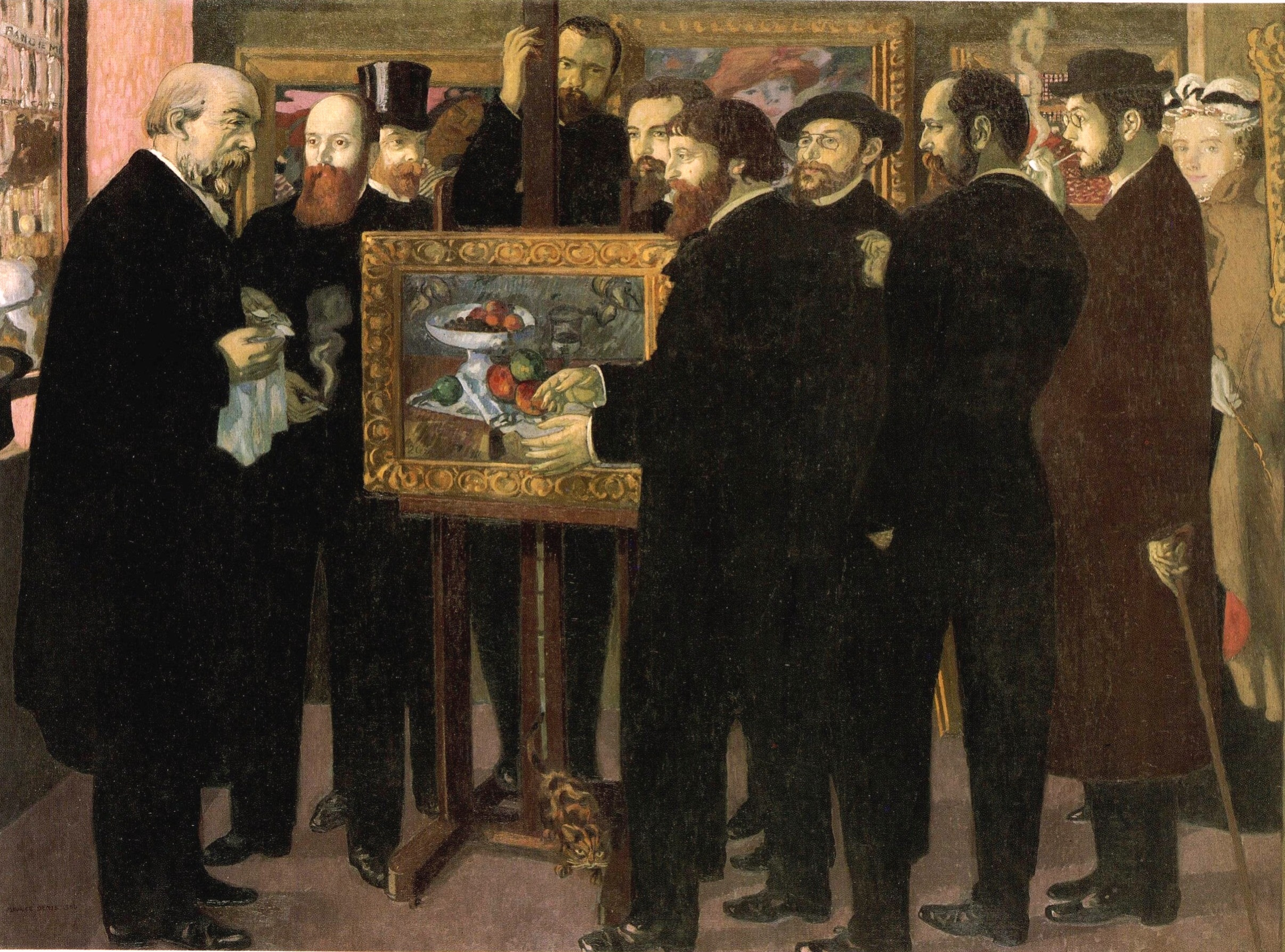
モーリス・ドニ作『セザンヌ礼賛』1900年。オルセー美術館

このように、ナビ派は19世紀を支配していた写実主義（レアリスム）を否定し、芸術の神秘性を主張するものであった。その道筋を用意したのは、彼らが師と仰いだゴーギャンのほか、オディロン・ルドン、ジョルジュ・スーラなどポスト印象派の画家たちであった。ドニは、1900年、画架の上に置かれたポール・セザンヌの静物画を取り囲み、ドニ自身、ヴュイヤール、メレリオ、ヴォラール、セリュジエ、ランソン、ルーセル、ボナールらナビ派の画家たちたちがルドンと向かい合って立っている「セザンヌ頌」という作品を描いており、セザンヌやルドンへの畏敬の念を表している。また、二次元の平面における線の要素を強調し、何も描かれない空白部分も意識的に利用する画面構成には、日本の浮世絵版画が影響を与えている。
思想的には、グループの名称が旧約聖書の「預言者」からとられているとおり、彼らの多くが熱心なカトリック信奉者であり、中世の精神を受け継ぐ神秘主義的な側面を持っていた。特にセリュジエは神父デジデリウスの『聖尺度論』をラテン語からフランス語に翻訳するなど、造形表現よりも「神の永遠の言葉」としての数の神秘に関心を向けていった。

## ギャラリー

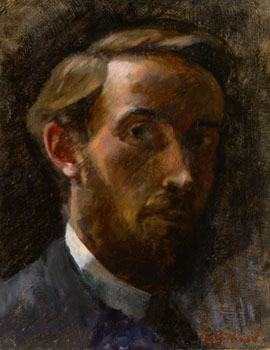
エドゥアール・ヴュイヤール「自画像」1889年。
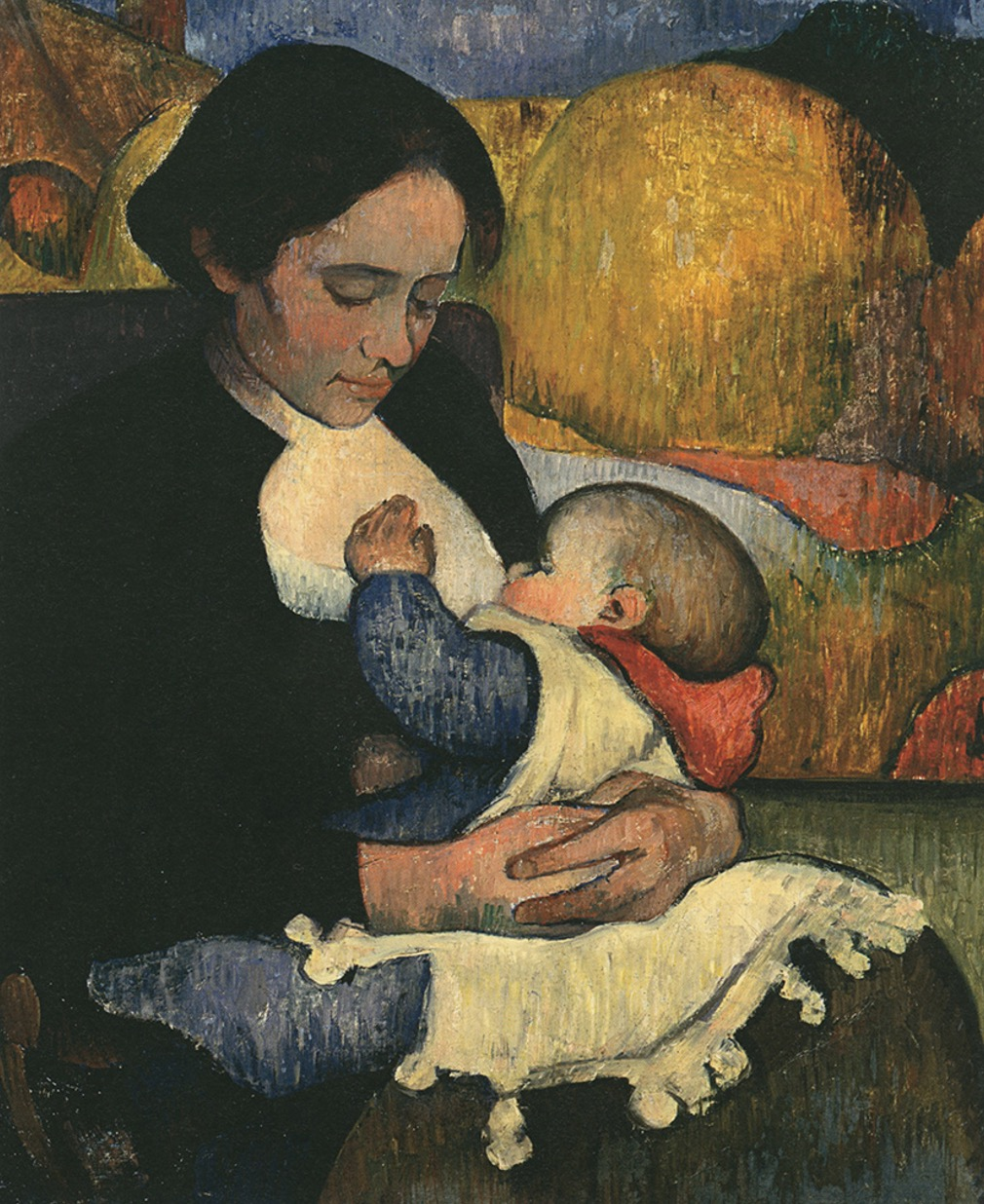
メイエル・デ・ハーン「母性：授乳するマリー・ヘンリー」1890年。
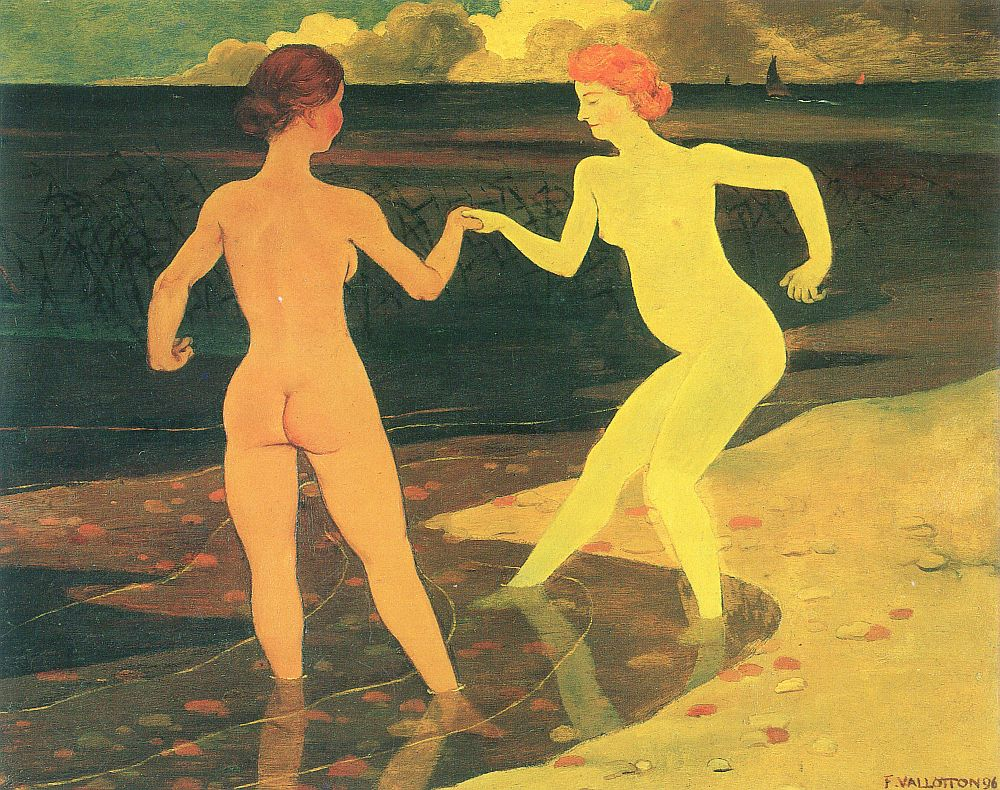
フェリックス・ヴァロットン「女主人と女中」1896年。
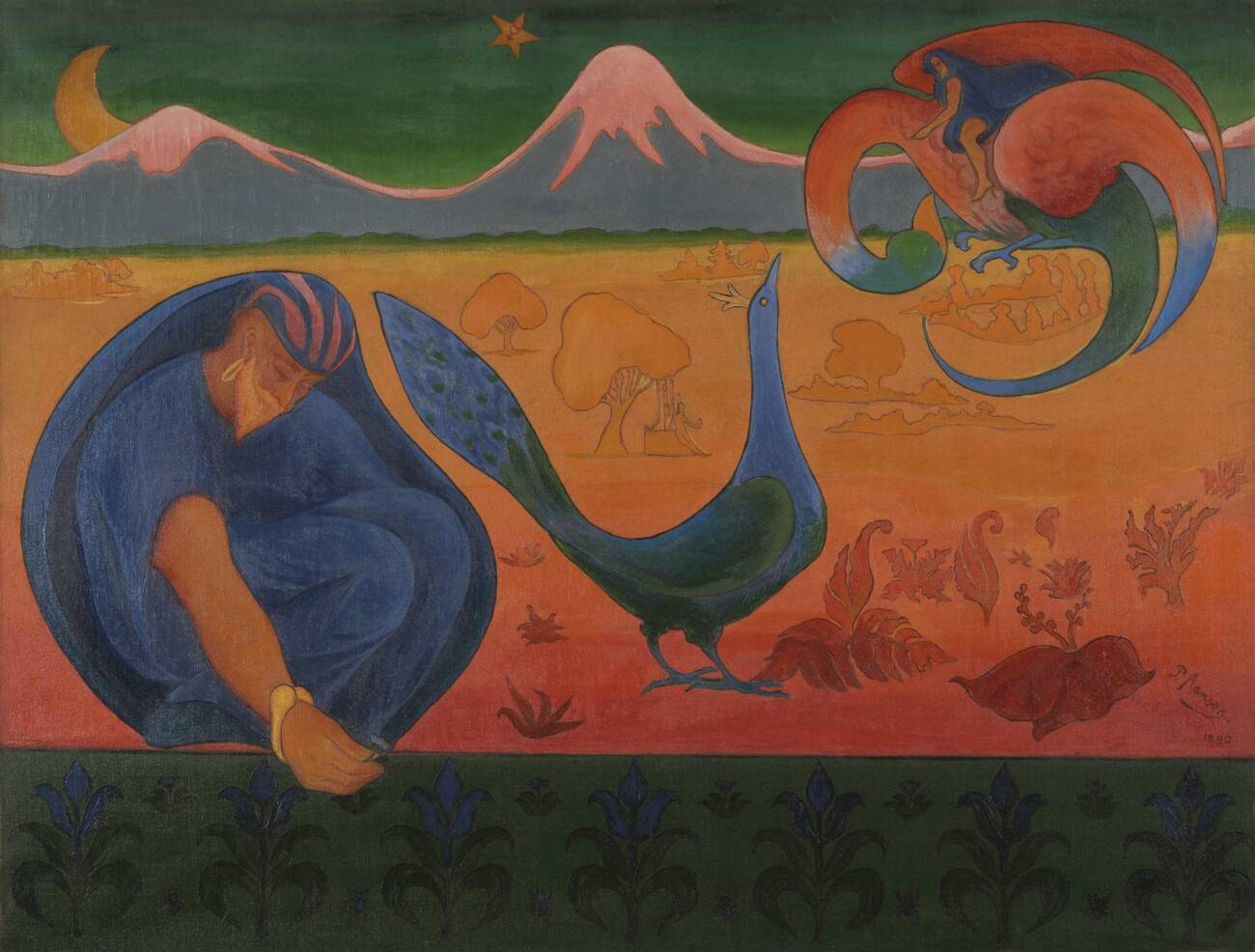
ポール・ランソン「ナビの風景」1890年。
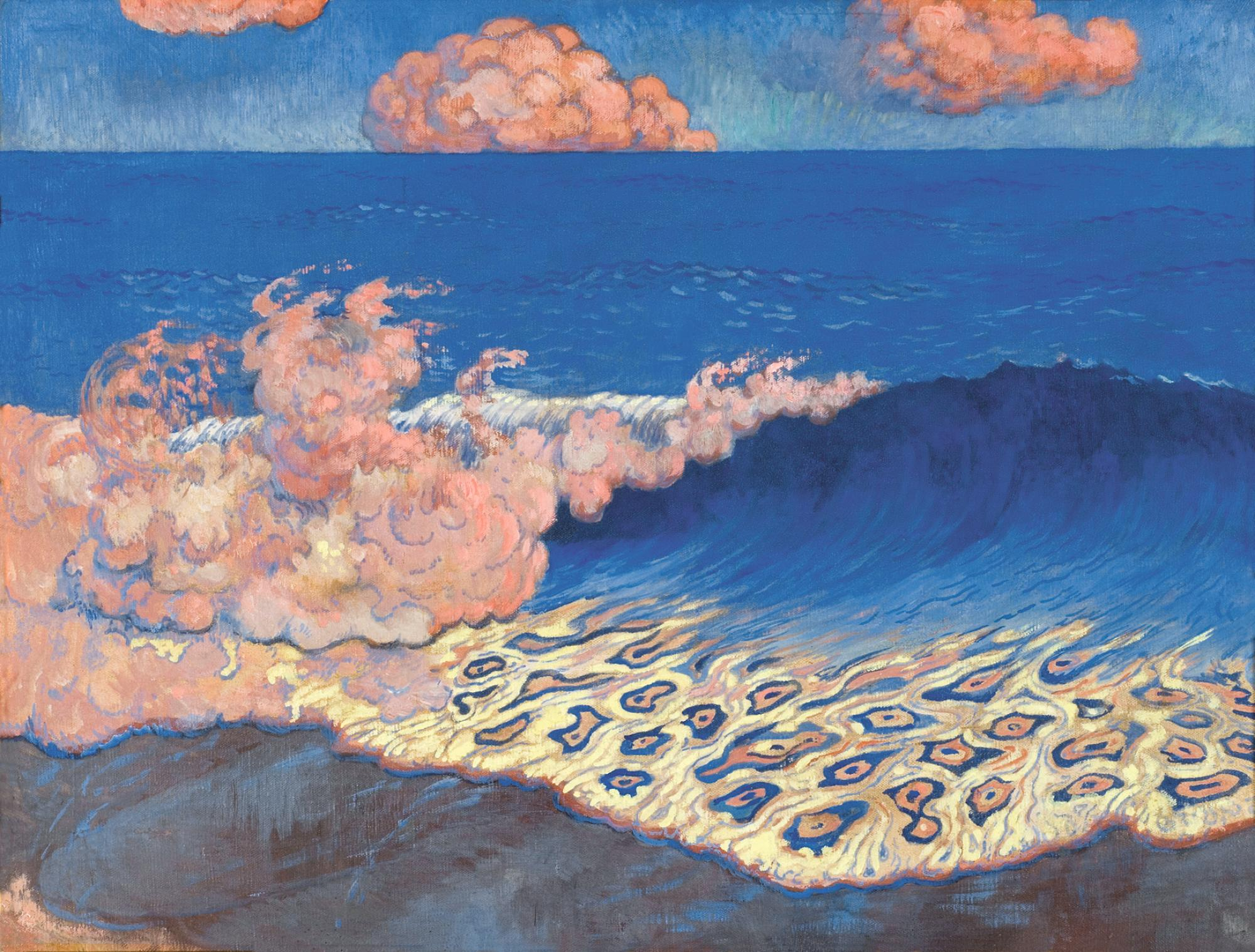
ジョルジュ・ラコンブ「Marine bleue, Effet de vagues」1893年。
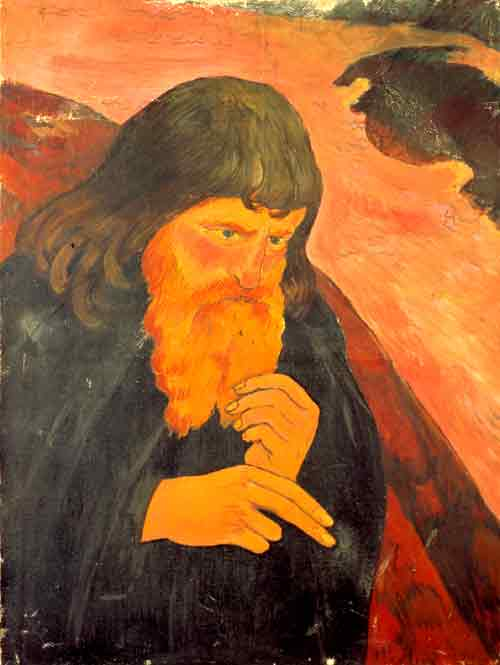
ラコンブ「ポール・セリュジエの肖像」1894年。
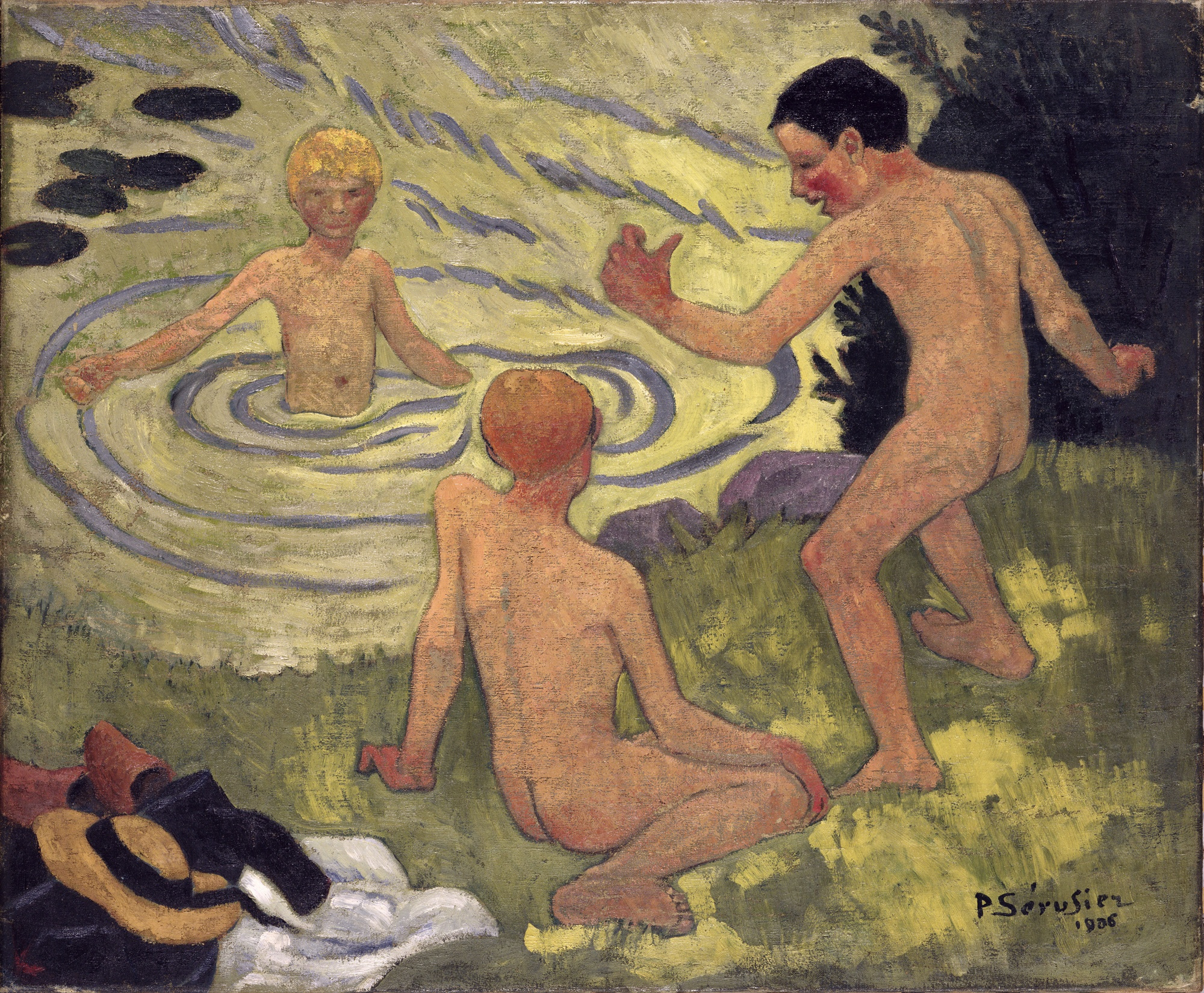
ポール・セリュジエ「川岸の少年たち」1906年。